# Jesús Baldaccini
Jesús Claudio Baldaccini (Mendoza, Provincia de Mendoza, Argentina; 12 de diciembre de 1986) es un futbolista argentino. Juega de delantero y su equipo actual es Rodeo del Medio que disputa el Torneo Federal B de Argentina. 

## Clubes
| Club                   | País      | Año           |
| ---------------------- | --------- | ------------- |
| Gimnasia y Esgrima (M) | Argentina | 2004-2009     |
| Leonardo Murialdo      | Argentina | 2009-2010     |
| Gimnasia y Esgrima (M) | Argentina | 2010-2013     |
| Unión San Felipe       | Chile     | 2013          |
| Hapoel Jerusalem FC    | Israel    | 2014-2015     |
| Gutiérrez SC           | Argentina | 2015          |
| Rodeo del Medio        | Argentina | 2016-presente |